# Estill (Carolina do Sul)
Estill é uma cidade  localizada no estado norte-americano de Carolina do Sul, no Condado de Hampton.

## Demografia
Segundo o censo norte-americano de 2000, a sua população era de 2425 habitantes.
Em 2006, foi estimada uma população de 2386, um decréscimo de 39 (-1.6%).

## Geografia
De acordo com o United States Census Bureau tem uma área de
9,2 km², dos quais 9,2 km² cobertos por terra e 0,0 km² cobertos por água.

## Localidades na vizinhança
O diagrama seguinte representa as localidades num raio de 20 km ao redor de Estill.